# 松島良一
松島 良一（まつしま よしかず、男性、1947年（昭和22年）4月23日 - ）は、日本の空手家。群馬県出身。NPO法人 I.K.O.MATSUSHIMA 国際空手道連盟 極真会館の代表。段位は九段。

## 人物
群馬県山田郡大間々町（現みどり市）出身。
桃太郎侍ばりの伊達男で、日活ニューフェースの一員だった。もちろん映画には出演してない。誘われたことはあるらしいが映画俳優ではない。

## 概要
1965年、東京池袋の極真会館総本部道場に入門。 
1970年4月1日、極真空手創始者・大山倍達より、群馬県で最初の支部認可を受ける。
2015年11月、2016年11月に前橋市民体育館に於いて、第5回I.K.O.MATSUSHIMA全世界極真空手道選手権大会が開催されると発表した。

## 経歴
NPO法人 I.K.O.MATSUSHIMA 国際空手道連盟 極真会館代表
松島道場　師範　松島良一（まつしまよしかず）
| 1947年04月 | 群馬県で生まれる                                          |
| 1966年     | 東京池袋総本部入門 テレビ・映画・雑誌等で多数演武披露する |
| 1968年     | 技能賞1位を授与される                                     |
| 1989年     | 名誉ある貢献賞を授与される                                |
| 1970年     | 極真会館群馬県支部 松島道場を開設                         |
| 1998年     | I.K.O.MATSUSHIMA 国際空手道連盟 極真会館を設立            |
| 2008年     | I.K.O.MATSUSHIMA 国際空手道連盟 極真会館を法人化          |